# Charles-François Foncez

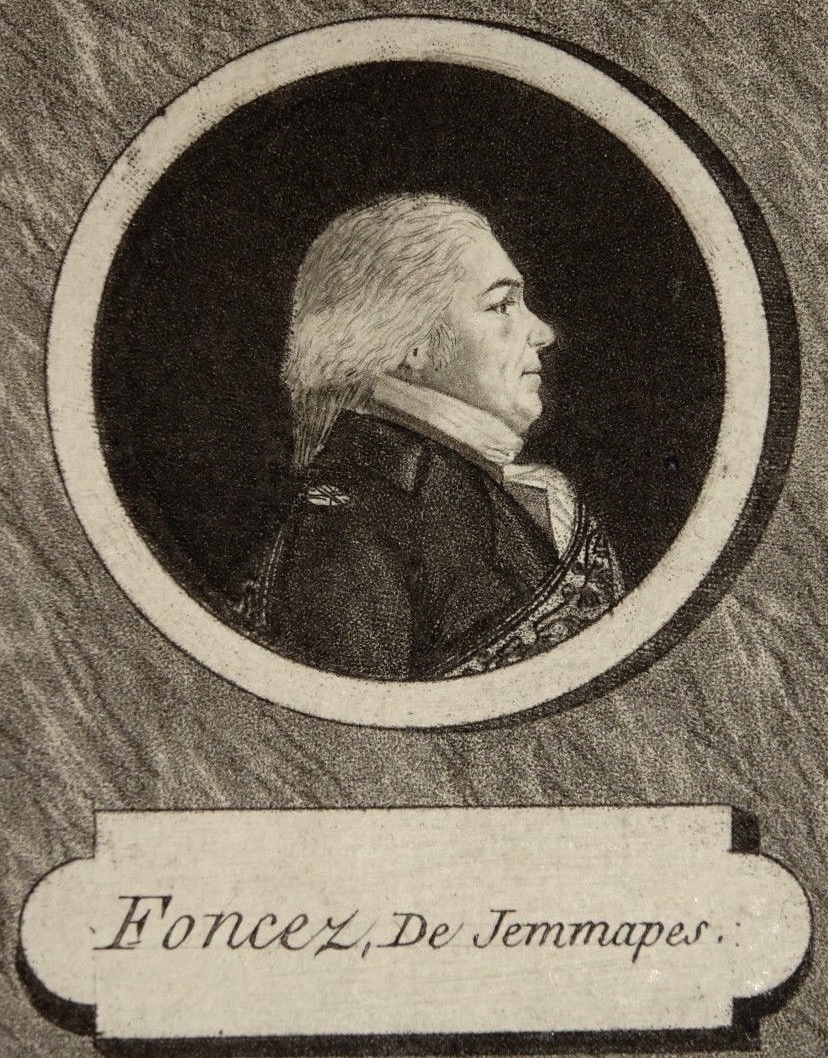

Charles François Joseph Foncez (Bergen, 16 april 1752 - na 1830) was een Zuid-Nederlands rechter en parlementslid.

## Levensloop
Foncez studeerde rechten en werd advocaat. Van april 1798 tot december 1799 vertegenwoordigde hij het departement Jemappes in de Raad van Vijfhonderd, waar hij bijzonder actief was.
Onder het Consulaat werd hij raadsheer bij het hof van beroep in Brussel.
In 1811 werd hij opgenomen als ridder in de empireadel.
Ten tijde van het Verenigd Koninkrijk der Nederlanden was hij weer advocaat en werd als dusdanig nog vermeld in de jaarlijkse almanak van 1830.

## Publicaties
- Motion d'ordre faite par Foncez (de Jemmappes), sur les barrières, ou droits de passe : séance du troisième jour complémentaire an 6.
- Rapport par Foncez (de Jemmapes) sur les opérations de l'assemblée électorale du département de l'Ourthe, où il y a eu scission pour la nomination des administrateurs du département : Séance du 8 messidor an 6.
- Motion d'ordre faite par Foncez (de Jemmappes), sur la navigation intérieure: Séance du 8 vendémiaire an 7.
- Corps législatif. Conseil des Cinq-cents. Discours prononcé par Foncez (de Jemmapes) sur le départ des conscrits. Séance du 7 frimaire an VII.
- Corps législatif. Conseil des Cinq-cents. Opinion de Foncez (de Jemmappes) sur le projet de résolution présenté par la commission des finances en la séance du 17 germinal an VII, tendant à accorder un nouveau délai aux acquéreurs des domaines nationaux en exécution de la loi du 9 vendémiaire an VI. Séance du 24 germinal an VII.